# Macrovipera lebetina
La vipera pomellata (Macrovipera lebetina) è una specie di vipera velenosa che si trova nel Nord Africa, in gran parte del Medio Oriente e nell'estremo Oriente come il Kashmir. Attualmente sono riconosciute cinque sottospecie.

## Sottospecie
| Sottospecie             | Autore                     | Areale |
| ----------------------- | -------------------------- | --- |
| M. l. cernovi           | (Chikin & Szczerbak, 1992) | Iran nordorientale, Turkmenistan meridionale, parti dell'Afghanistan e del Pakistan settentrionali (Kashmir).                                                            |
| M. l. lebetina          | (Linnaeus, 1758)           | Cipro |
| M. l. obtusa            | (Dwigubsky, 1832)          | Turchia, Siria, Libano, Iraq, nord della Giordania, Caucaso (incl. Armenia), Azerbaigian, Dagestan, Iran, Afghanistan meridionale, Pakistan (Kashmir), e nord dell'India |
| M. l. transmediterranea | (Nilson & Andrén, 1988)    | Algeria, Tunisia |
| M. l. turanica          | (Cernov, 1940)             | Turkmenistan orientale, Uzbekistan, Tagikistan, southwestern Kazakistan, parti dell'Afghanistan settentrionale e del Pakistan occidentale                                |